# Elasmus virgo
Elasmus virgo är en stekelart som beskrevs av Girault 1920. Elasmus virgo ingår i släktet Elasmus och familjen finglanssteklar. Inga underarter finns listade i Catalogue of Life.